# جون ليدز كير
جون ليدز كير هو محامي وسياسي أمريكي، ولد في 15 يناير 1780 في أنابولس في الولايات المتحدة، وتوفي في 21 فبراير 1844 في ايستون في الولايات المتحدة. نشط حزبياً في حزب اليمين. وقد انتخب عضو مجلس الشيوخ الأمريكي ‏ عن دائرة Maryland Class 3 senate seat ‏ وقد انضم خلال فترته النيابية ‏ (4 مارس 1841 – 4 مارس 1843) للكتلة البرلمانية حزب اليمين وانتخب عضو مجلس الشيوخ الأمريكي ‏ عن دائرة Maryland Class 3 senate seat ‏ وقد انضم خلال فترته النيابية ‏ (5 يناير 1841 – 4 مارس 1841) للكتلة البرلمانية حزب اليمين وانتخب عضو مجلس النواب الأمريكي.